# Michael Smith
Michael Smith (Blackpool, 26 de abril de 1932 — Vancouver, 4 de outubro de 2000) foi um químico canadense nascido na Inglaterra. Foi laureado com o Nobel de Química de 1993, juntamente com Kary Mullis, pelas suas contribuições fundamentais para o estabelecimento de mutagênese dirigida baseada em oligonucleotídeos e o seu desenvolvimento para os estudos das proteínas.

## Vida
Após um PhD em 1956 pela Universidade de Manchester, ele realizou uma pesquisa de pós-doutorado com Har Gobind Khorana (ele mesmo um ganhador do Prêmio Nobel) no British Columbia Research Council em Vancouver, Columbia Britânica, Canadá. Posteriormente, Smith trabalhou no Fisheries Research Board of Canada Laboratory em Vancouver antes de ser nomeado professor de bioquímica na Faculdade de Medicina da UBC em 1966. A carreira de Smith incluiu papéis como diretor fundador do Laboratório de Biotecnologia da UBC (1987 a 1995) e o líder científico fundador da Rede de Centros de Excelência em Engenharia de Proteínas (PENCE). Em 1996, ele foi nomeado Peter Wall Distinguished Professor of Biotechnology. Posteriormente, ele se tornou o diretor fundador do Genome Sequencing Center (agora chamado de Genome Sciences Center) no BC Cancer Research Center.

#### Mutagênese específica do local
No final dos anos 1970, Smith se concentrou em projetos de biologia molecular e em como os genes dentro da molécula de DNA agem como reservatórios e transmissores de informações biológicas. Em 1978, Smith, em colaboração com o ex- colega de laboratório de Fred Sanger, Clyde A. Hutchison III, introduziu uma nova técnica conhecida como "mutagênese dirigida por local dirigida por oligonucleotídeo" na biologia molecular, resolvendo o problema de como determinar com eficiência o efeito de um único gene mutante. Eles desenvolveram uma técnica de DNA sintético para introduzir mutações específicas em genes. Isso permitiu a comparação de diferentes moléculas de proteína, revelando o papel da mutação inicial.
A nova tecnologia permitiu a rápida identificação e alteração deliberada de genes com o objetivo de mudar as características de um organismo. Elevou o nível de possibilidade de novas estratégias diagnósticas e novos tratamentos para doenças genéticas, e até mesmo criação de novas formas artificiais de vida, como a técnica progenitora para reação em cadeia da polimerase (PCR), Mutagênese Dirigida por Site e Biologia Sintética.

O papel da equipe descrevendo mutagénese dirigida foi publicado como "mutagênese em uma posição específica em uma seqüência de DNA" no Journal of Biological Chemistry, em 1978. Para o trabalho da equipe no desenvolvimento de mutagénese dirigida dirigida por oligonucleidos, Smith compartilhou o Prêmio Nobel de Química de 1993 com Kary Mullis, a inventora da reação em cadeia da polimerase.
Usando mutagênese dirigida ao local, os cientistas foram capazes de dissecar as relações de estrutura e função envolvidas na formação da placa proteica na fisiopatologia da doença de Alzheimer; estudar a viabilidade de abordagens de terapia genética para fibrose cística, doença falciforme e hemofilia; determinar as características dos receptores de proteína nos locais de ligação do neurotransmissor e projetar análogos com novas propriedades farmacêuticas; examinar as proteínas virais envolvidas na doença de imunodeficiência; e melhorar as propriedades das enzimas industriais usadas na ciência e tecnologia de alimentos. 